# Мануэль-Добладо

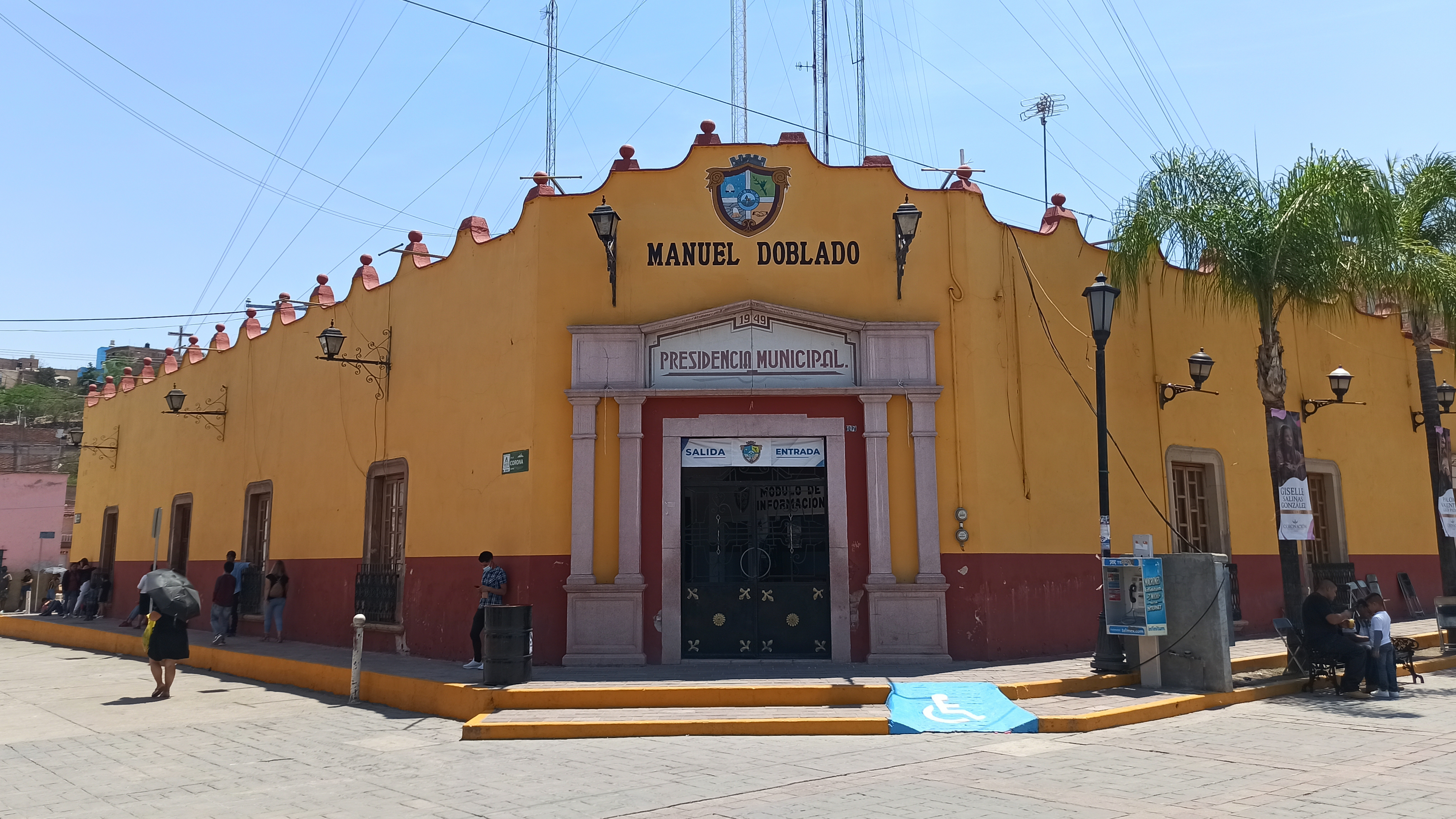

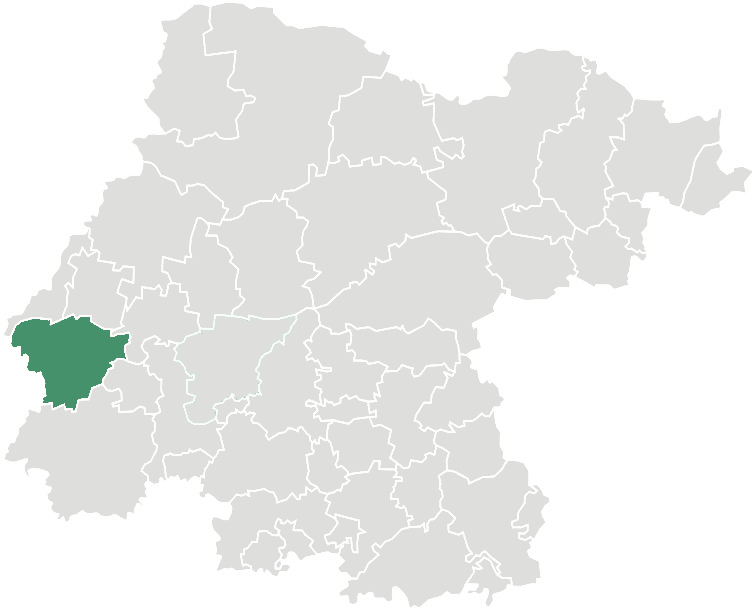

Мануэль-Добладо (официальное название Сьюдад-Мануэль-Добладо, исп. Ciudad Manuel Doblado) — город и административный центр муниципалитета Мануэль-Добладо в мексиканском штате Гуанахуато. Численность населения, по данным переписи 2010 года, составила 13 956 человек.

## История
Город был основан в 1681 году под названием Пьедра-Горда, а в 1693 году был переименован в Сан-Педро-Пьедра-Горда.
В 1899 году было решено переименовать город в честь губернатора штата Гуанахуато, генерала Мануэля Добладо, участника войны за реформу.